# Четвертинская, Жанетта Антоновна
Княжна Жанетта Антоновна Четвертинская (в браке Вышковская, 1777 — 18 августа 1854, Мюнхен) — представительница рода Святополк-Четвертинских, возлюбленная цесаревича Константина Павловича, сестра Марии Антоновны Нарышкиной.

## Биография
Родилась в семье князя Антония-Станислава Четвертинского, кастеляна Перемышля и его первой жены Тёклы Копенгаузен. Рано лишилась матери. А в 1794 году в ходе  мятежа в Варшаве был убит её отец, считавшийся сторонником России.
Вторая жена князя, урождённая Холоневская, была приглашена Екатериной II в Россию и пожалована в статс-дамы, а обе её несовершеннолетних падчерицы: Жанетта и младшая Мария были взяты фрейлинами ко двору с возможностью жить во дворце.
Мария уже в 1795 году вышла замуж, а менее красивая и приветливая Жанетта ещё долго оставалась при дворе. Ею серьёзно увлекся великий князь Константин Павлович ещё до своей женитьбы на Анне Фёдоровне. А после ссоры с супругой и её отъезда за границу, он вспомнил о прошлой привязанности и всё чаще искал встреч с Жанетой Антоновной. Константин Павлович практически каждый день обедал в доме Марии Нарышкиной, остальное время посвящая её сестре.
По собственному признанию, в 1803 году цесаревич даже решил развестись, чтобы жениться на Четвертинской, но встретил сильное сопротивление со стороны вдовствующей императрицы Марии Фёдоровны и самого Александра I, так что решил отказаться от своих планов.
Только в 1816 году, когда Константин Павлович уже был влюблён в другую польку Грудзинскую, Жанетта Антоновна, потерпев крушение своих честолюбивых надежд, приняла предложение давно ухаживавшего за ней польского шляхтича — графа Северина Вышковского (1771—1859). Главным препятствием к браку было отсутствие средств и у жениха, и у невесты. Но Александр I, более пятнадцати лет бывший любовником её сестры, пожаловал Жанете Антоновне в приданое 200 000 рублей и оплатил наём дома, в котором поселились молодые после свадьбы 19 февраля 1816 года.
Граф Вышковский был ярым польским патриотом и противником всего русского, поэтому Жанетта Антоновна отдалилась от России и семьи. Большую часть оставшейся жизни она провела за границей.
Скончалась 18 августа 1854 года в Мюнхене. Была похоронена на мюнхенском Южном кладбище, уже к началу XX века её могила была утеряна.